# Ctenocolletes tigris
Ctenocolletes tigris är en biart som beskrevs av Houston 1983. Ctenocolletes tigris ingår i släktet Ctenocolletes och familjen Stenotritidae. Inga underarter finns listade i Catalogue of Life.

## Bildgalleri

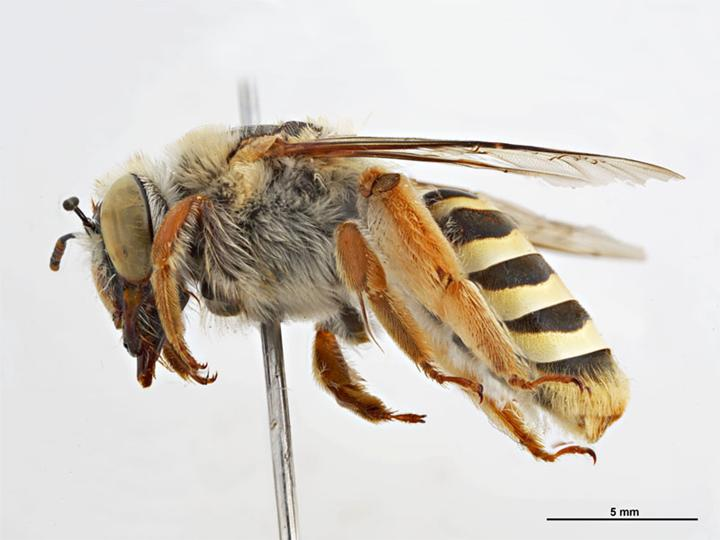
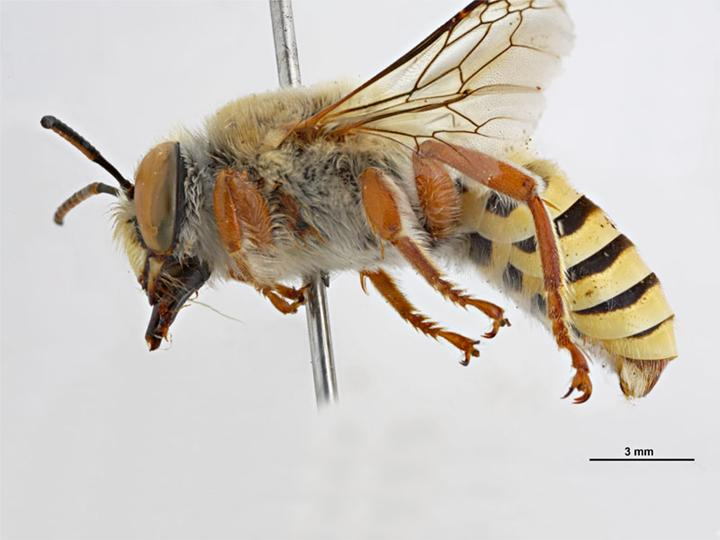